# Estressol
L'Estressol est une rivière du sud de la France qui coule dans le département de Lot-et-Garonne. C'est un affluent gauche de la Garonne.

## Géographie
L'Estressol prend sa source dans le département de Lot-et-Garonne commune de Astaffort et se jette en rive gauche dans la Garonne sur la commune de Sauveterre-Saint-Denis en face de Lafox. La longueur de son cours est de 18 km

## Départements et communes traversés
- Gers : Gimbrède
- Lot-et-Garonne : Astaffort, Cuq, Fals, Caudecoste, Layrac, Sauveterre-Saint-Denis.

## Principaux affluents
- Les Marenques : 6,5 km
- Ruisseau Savoire : 4,3 km
- Ruisseau de Brescou : 4,5 km

## Hydrologie

### Ouvrage
Viaduc de l'Estressol (120.08 m) sur la ligne de Bon-Encontre à Vic-en-Bigorre.